# سامي سرحان
سامي سرحان (25 ديسمبر 1930 - 16 فبراير 2005) ممثل مصري. إسمه الحقيقي: أمين سامي الحسيني سرحان، وهو الشقيق الأصغر لكل من : شكري سرحان و صلاح سرحان ، عمل في المسرح والتلفزيون مثل في عدد من الأفلام. وله ابن يعمل أيضا بالتمثيل واسمه أسامه سرحان.
ممثل مصري، بدأ حياته الفنية في فترة الستينات ففي عام 1962 شارك في أول عمل فني له وهو فيلم بعنوان (الحقيبة السوداء)، لتتوالى أعماله بعد ذلك حتى أوائل القرن الواحد والعشرين. ومن أهم الأعمال التي شارك مسلسل (محمد رسول الله) في عام 1979، وأفلام (سوق المتعة، النوم في العسل، الواد محروس بتاع الوزير). ومن أبرز الأدوار التي قدّمها الفنان سامي سرحان دور وكيل وزير التربية والتعليم في فيلم (الناظر) عام 2000 ودور والد إنجي في فيلم (الأستاذ عبد العظيم) عام 2001. توفي في 16 فبراير عام 2005.

## أعماله

### أفلام
| - فول الصين العظيم:2004-جابر الشرقاوي جد محيي - التجربة الدنماركية:2003-بدوي - ميدو مشاكل:2003-والد رمزي - المشخصاتي:2003-الشيخ غانم - صيد الحيتان:2002-مرجان - جواز بقرار جمهوري:2001-فوزي مدير الأرشيف - 55 إسعاف:2001-ضيف شرف الدكتور صبحي جمعة - ابن عز:2001 - الساحر:2001-سيد عصب - جالا جالا:2001 - رحلة مشبوهة:2001 - أفريكانو:2001-دكتور حديقة الحيوان - ليه خلتني أحبك:2000-دبوس - الناظر:2000-وكيل وزارة التعليم | - النمس:2000-منير - لا مؤاخذة يا دعبس:2000-البوص - سوق المتعة:2000-دكروري - رجل له ماضي:2000-أمين الإسكندراني صاحب الكباريه - الواد محروس بتاع الوزير:1999-العقيد يوسف - عبود على الحدود:1999-مطرب الكباريه - الإمبراطورة:1999-المعلم نصحي تاجر مخدرات - نور ونار:1999 - الكافير:1999-شارل من الموساد - اضحك الصورة تطلع حلوة:1998-حسين فتوح - أبو الدهب:1996-زينهم - الجنتل:1996-عربي - النوم في العسل:1996-مدير الأمن | - تعالب أرانب:1994-البرنس - الهاربان:1993-جاك - الإرهاب والكباب:1992-اللواء عرعر - المفسدون:1991-الأباصيري - ولاد الإيه:1989-سكرتير راتب شديد - المشاغب ستة:1988-المعلم دكشة - نداء الدم:1987-سرحان غندور - روض الفرج:1987 - الصبر في الملاحات:1986 - الداهية:1986-السائق سلطان - لن يغيب القمر:1985-الدندراوي أبو صابحة - رمضان فوق البركان:1985-الهلوتي - موعد على العشاء:1981-مدير الكوافير | - البعض يعيش مرتين:1971 - غرام في الطريق الزراعي:1971 - شارع الملاهي:1969-ضابط التحريات - معسكر البنات:1967 - شياطين الليل:1966 - الحرام:1965-صفوت - المدير الفني:1965-عفّت موظف - العائلة الكريمة:1964-أحمد موظف استقبال لوكاندة إيزيس - المارد:1964-شوقي أبو اليزيد - الرسالة الأخيرة:1964-ضابط الشرطة - الابن المفقود:1964 - صاحب الجلالة:1963-أحد المتآمرين - الحقيبة السوداء:1962-ابن خالة البطل |

### مسلسلات
| • القط الأسود / حسني :1964 - إحنا نروح القسم:2001 - زي القمر:2000 - قط وفار فايف ستار:2000 - المحاربون:2000 - الذئب:1999 - أبناء دهشان:1997 - دوائر الوهم والحب:1996 - الأبطال (ج1، 2):1996، 1997-أحمد باشا الجزار - الصبار:1995 - أهل القمة:1994 - محمد رسول الله إلى العالم:1993 | - البريمو:1991 - مملوك في الحارة:1991 - دوار يا زمن:1988 - رفاعة الطهطاوي:1987 - الزنكلوني:1987 - وكسبنا القضية:1986 - بوابة المتولي:1985 - لا إله إلا الله (ج1، 2):1985، 1986 - علي الزيبق:1985-المقدم زريق السماك - من قصص القران الكريم:1984 - زهرة والمجهول:1984 | - غابة من الإسمنت:1984 - النور فوق يثرب:1983 - داليا المصرية:1982-رستم درويش - ابن تيمية:1982 - الكعبة المشرفة:1981-عبد الكعبة - المصيدة:1981 - قلبي على ولدي:1981 - محمد رسول الله (ج1 ،2، 5):1980، 1981، 1985 قورح - الشوارع الخلفية:1979 - على هامش السيرة:1978-أمية بن خلف | - دمعة على خد القمر:1974 - القط الأسود:1964-حسني - حكم الزمن - واشهد يا زمن - الشهد المر - لو يعود الزمان-اللواء رشاد الشربيني - الأنصار - الفدان الأخير - حلم العمر - أبو زيد والناعسة |

| - سيرة ومسيرة:2001 - الإمبراطور أبو الدهب:1989 - البراري والحامول:1987 - الصبر في الملاحات:1984 - المشرط - السباق | - يا إحنا يا همه:1996 - فيما يبدو سرقوا عبدو:1995 - الواد الجن:1993 - البراشوت:1991 - هات وخد:1985 - هالة حبيبتي:1985 - العمدة الفصيح:1971 | - اللحظات الأخيرة:2000 - عمو فؤاد رجل أعمال:1998 - عمو فؤاد والسياحة:1994 - عمو فؤاد ضرب التليفون:1990 - رمضان كريم:1970 - هنية:1965 - الدرب الجديد - مدرسة عمو فؤاد-ضيف الحلقات |

## روابط خارجية
- سامي سرحان على موقع IMDb (الإنجليزية)
- سامي سرحان على موقع قاعدة بيانات الأفلام العربية